# Барна (Комо)
Барна је насеље у Италији у округу Комо, региону Ломбардија.
Према процени из 2011. у насељу је живело 79 становника. Насеље се налази на надморској висини од 561 м.